# Andrea Sottil
Andrea Sottil (Venaria Reale, Italia; 4 de enero de 1974) es un exfutbolista y entrenador italiano.Actualmente dirige al Modena de la Serie B.

## Trayectoria

### Como jugador
Sottil comenzó su carrera en el Torino e hizo su debut en la Serie A el 6 de diciembre de 1992, en un empate 1-1 ante el Foggia. En 1994, dejó Torino para unirse a la Fiorentina, luego se mudó al Atalanta más tarde en 1996. En 1999, se mudó al Udinese, donde también tuvo la oportunidad de jugar a nivel continental en la Copa de la UEFA.
Sottil fue fichado por Reggina en un acuerdo de copropiedad en el verano de 2003, junto con su compañero de equipo Gonzalo Martínez. En el verano de 2005, fue fichado por el Catania, del que fue titular habitual en las dos primeras temporadas, pero sólo jugó 7 partidos en la Serie A 2007-08.
En agosto de 2008, fue fichado por el Rimini. En julio de 2009 partió hacia Alessandria. Se retiró al final de la temporada 2010-11, habiendo disputado más de 200 partidos en la Serie A a lo largo de su carrera.

### Como entrenador
Poco después de su retiro, Sottil aprobó el examen de entrenador de categoría 2 (UEFA A) en junio de 2011. Más adelante en el verano, fue nombrado nuevo entrenador del club de la Lega Pro Prima Divisione U.S. Siracusa, con el objetivo de llevar a los ambiciosos sicilianos a la batalla por el ascenso en la liga de la Serie B.
En 2012, fue el entrenador de Gubbio en la Lega Pro Prima Divisione. En 2013, es el entrenador de A.C. Cuneo en la Lega Pro Seconda Divisione. Fue despedido el 7 de enero de 2014. Ezio Rossi reemplazó a Sottil al día siguiente.
En 2015, Sottil regresó a Siracusa para A.S.D. Ciudad de Siracusa. El club fue ascendido a la Lega Pro como Siracusa Calcio. Dejó el club en el verano de 2017.
El 7 de julio de 2017 se hizo oficial su compromiso con el Livorno de la Serie C. Tras dominar la primera vuelta concluida con diez puntos de ventaja, en la segunda pierde toda la ventaja y tras caer al segundo puesto (aunque con un partido por recuperar) decide renunciar el 6 de marzo del 2018 por conflictos con el club. Fue recontratado el 8 de abril de 2018 tras ser despedido a principios de la misma temporada. Veinte días después obtuvo el ascenso a la Serie B, a una fecha de la finalización del campeonato.
El 5 de julio de 2018 fue nombrado nuevo entrenador del Catania y firmó un contrato por tres años. El 25 de febrero de 2019 fue despedido con el equipo en el cuarto puesto de la clasificación. El 6 de mayo, tras el final de la temporada regular, fue llamado de regreso al banquillo para los playoffs donde fue eliminado por el Trapani en semifinales. Fue despedido de Catania el 2 de julio de 2019.
El 7 de julio de 2020, asumió su primer puesto directivo en la Serie B, siendo nombrado sucesor de Nicola Legrottaglie al frente de Pescara en un último intento por salvar el club del descenso. Guio al club a un lugar seguro después de derrotar al Perugia por penales en un desempate a dos partidos. A pesar de la permanencia obtenida, el 29 de agosto fue sustituido por Massimo Oddo.
El 23 de diciembre de 2020, asumió el cargo de nuevo entrenador del Ascoli de la Serie B amenazado por el descenso, convirtiéndose en el tercer entrenador de la temporada para los Bianconeri. Después de guiar a Ascoli durante dos temporadas y llegar a los playoffs de ascenso en su última al frente del club, el 6 de junio de 2022 Sottil dejó al ''Picchio'' de mutuo acuerdo.
El 7 de junio de 2022, fue fichado por el Udinese, firmando un contrato anual.Después de terminar en la mitad de la tabla durante la temporada 2022-23, fue despedido el 24 de octubre de 2023 luego de no lograr ninguna victoria en los primeros nueve partidos de la temporada, dejando al equipo en la zona de descenso.
En junio de 2024, fue confirmado como técnico del Salernitana por dos temporadas.Sin embargo, el 2 de julio siguiente, presentó su renuncia al cargo debido a desacuerdos sobre el proyecto técnico y fuertes dudas sobre el futuro de la empresa que compró al club.
El 30 de agosto de 2024, asumió al frente de la Sampdoria.Fue despedido pocos meses después, el 9 de diciembre de 2024, tras no conseguir mejoras en los resultados del equipo.
En junio de 2025, fue anunciado como técnico del Modena.

## Clubes

### Como jugador
| Club        | País   | Año       |
| ----------- | ------ | --------- |
| Torino      | Italia | 1992-1994 |
| Fiorentina  | Italia | 1994-1996 |
| Atalanta    | Italia | 1996-1999 |
| Udinese     | Italia | 1999-2003 |
| Reggina     | Italia | 2003-2004 |
| Genoa       | Italia | 2004-2005 |
| Catania     | Italia | 2005-2008 |
| Rimini      | Italia | 2008-2009 |
| Alessandria | Italia | 2009-2010 |

### Como entrenador
| Club            | País   | Año           |
| --------------- | ------ | ------------- |
| US Siracusa     | Italia | 2011-2012     |
| Gubbio          | Italia | 2012-2013     |
| Cuneo           | Italia | 2013-2014     |
| Paganese        | Italia | 2014-2015     |
| Siracusa Calcio | Italia | 2015-2017     |
| Livorno         | Italia | 2017-2018     |
| Catania         | Italia | 2018-2019     |
| Pescara         | Italia | 2020          |
| Ascoli          | Italia | 2020-2022     |
| Udinese         | Italia | 2022-2023     |
| Salernitana     | Italia | 2024          |
| Sampdoria       | Italia | 2024          |
| Modena          | Italia | 2025-presente |

## Palmarés

### Como jugador

#### Campeonatos nacionales
| Título      | Club       | País   | Año     |
| ----------- | ---------- | ------ | ------- |
| Copa Italia | Fiorentina | Italia | 1995-96 |

#### Campeonatos internacionales
| Título                    | Club    | País   | Año  |
| ------------------------- | ------- | ------ | ---- |
| Copa Intertoto de la UEFA | Udinese | Italia | 2000 |

## Vida personal
Su hijo Riccardo Sottil es futbolista.